# إيليزا لي
إيليزا لي (بالإنجليزية: Eliza Lee)‏ هي كاتِبة ومترجمة أمريكية، ولدت في 1792 في بورتسموث في الولايات المتحدة، وتوفيت في 1864.